# Кахриман, Дамир
Дамиp Kaxpиман (серб. Дамир Кахриман / Damir Kahriman; 19 ноября 1984, Белград, СФРЮ) — сербский футболист, вратарь. Выступал за национальную сборную Сербии.
Выступал за молодёжные команды — «Севойно» и «Слобода» из Ужице. Профессиональную карьеру начал в «Слободе», затем перешёл «Явор». С 2004 года по 2005 год выступал за «Земун». В начале 2006 года перешёл в «Войводину». В 2008 году являлся игроком турецкого «Коньяспора», но в команде не завоевал место в основном составе и перешёл в «Рад». В 2009 году подписал контракт с «Явором», за который уже выступал. С начала 2012 года и до лета 2014 года являлся игроком симферопольской «Таврии», после чего стал игроком «Црвены Звезды».
Выступал за юношескую сборную Сербии до 19 лет и молодёжную сборную до 21 года. Вместе с молодёжной сборной участвовал в чемпионате Европы 2007 среди молодёжных команд в Нидерландах, на котором был признан лучшим вратарём. В 2008 году дебютировал в составе национальной сборной Сербии.

## Биография

### Клубная карьера
В детстве Дамиp играл в баскетбол и волейбол, но профессионально занимался только футболом. Kaxpиман выступал за молодёжную команду «Севойно». После был приглашён в «Слободу» из города Ужице, вскоре из-за успешных выступлений за молодёжный состав он был переведён в основу команды, когда ему было 17 лет. Всего за клуб он провёл 1 матч в Первой лиге Сербии. Его следующим клубом был «Явор» из Иваницы. В сезоне 2002/03 он сыграл за клуб 23 матча. Затем короткое время был на просмотре во французской «Бастии», где смог получить ценный опыт.
Летом 2004 года он перешёл в «Земун» на правах свободного агента. Kaxpиман в команде был сменщиком Владимира Стойковича. Всего в команде он провёл 16 матчей.
Зимой 2006 года он перешёл в «Войводину». В сезоне 2006/07 вместе с командой завоевал бронзовые медали чемпионат Сербии и «Войводина» получила право играть в Кубке УЕФА сезона 2007/08. Также в этом сезоне вместе с клубом дошёл до финала Кубка Сербии, где его команда уступила «Црвене Звезде» (2:0). 19 июля 2007 года дебютировал в еврокубках в матче квалификации Кубка УЕФА против мальтийского «Хибернианса» (5:1), в этом матче Kaxpиман пропустил единственный гол на 86 минуте от Пабло Доффо. «Войводина» успешно прошла «Хибернианс», но в следующем матче она уступила «Атлетико Мадрид» (5:1 по сумме двух матчей). Kaxpиман провёл все 4 матча «Войводины» в квалификации. В команде он играл на протяжении двух лет и сыграл в 47 матчах.
В январе 2008 года подписал контракт с турецким «Коньяспором», соглашение было рассчитано на 2,5 года. Клуб за него заплатил 2 млн евро. В команде Kaxpиман закрепится не смог, он сыграл всего в 5 матчах в которых пропустил 15 мячей в чемпионате Турции. Сезон 2008/09 он провёл в клубе «Рад» и сыграл 26 матчей и в которых пропустил 27 голов. В августе 2009 года он перешёл в «Явор» на правах свободного агента. Его контракт рассчитан до июня 2011 года.
В конце декабря 2010 года появилась информация о том, что Кахриман вскоре подпишет контракт с симферопольской «Таврией». На Кахримана также претендовали самарские «Крылья Советов». Вскоре стало известно, что Дамир прибыл на сбор «Таврии» в Алуште 5 января 2011 года вместе со своим одноклубником из «Явора» Гораном Гогичем.
21 февраля 2011 года Дамир подписал контракт с «Таврией» по схеме «1+1». В Премьер-лиге Украины дебютировал 6 марта 2011 года в выездном матче против днепропетровского «Днепра» (2:2), в этом матче он пропустил два гола от Евгения Селезнёва и Ивана Стринича. В сезоне 2010/11 «Таврия» заняла 7 место и по разнице забитых и пропущенных мячей уступила место в Лиги Европы полтавской «Ворскле», Кахриман провёл в чемпионате 10 матчей в которых пропустил 14 мячей. В первые полгода проведённые в команде Дамир стал основным игроком клуба.

### Карьера в сборной
Провёл 3 матча за юношескую сборную Сербии до 19 лет в турнирах УЕФА. Кахриман участвовал на молодёжном чемпионате Европы 2007 в Нидерландах в составе молодёжной сборной Сербии. Тогда Сербия в своей группе заняла 1-е место, обогнав Англию, Италию и Чехию. В полуфинале Сербия обыграла Бельгию (2:0) и вышла в финал. В финале сербы крупно уступили хозяевам турнира со счётом (4:1), в этом матче Кахриман отбил пенальти Райана Бабеля, и, несмотря на 4 пропущенных мяча, Дамир провёл хороший поединок. По итогам турнира Дамиp Kaxpиман попал в символическую сборную турнира и был признан лучшим вратарём на турнире.
В конце января 2008 года был впервые вызван Мирославом Джукичем в национальную сборную Сербии на товарищеский матч против Македонии. 6 февраля 2008 года дебютировал в сборной в выездном матче против Македонии (1:1), Кахриман вышел в перерыве вместо Радиши Илича, а на 58 минуте он пропустил гол от Николче Новеского.
В конце мая 2011 года главный тренер сборной Сербии Владимир Петрович вновь вызвал Кахримана в сборную, на товарищеские матчи против Южной Кореи и Австралии. Кахриман сыграл во втором матче 7 июня 2011 года против Австралии (0:0), Дамир отыграл весь матч.

## Достижения
«Црвена Звезда»
- Чемпион Сербии: 2015/16, 2017/18

Сербия (до 21)
- Серебряный призёр чемпионата Европы (до 21 года): 2007